# هواگرد ضدشورش

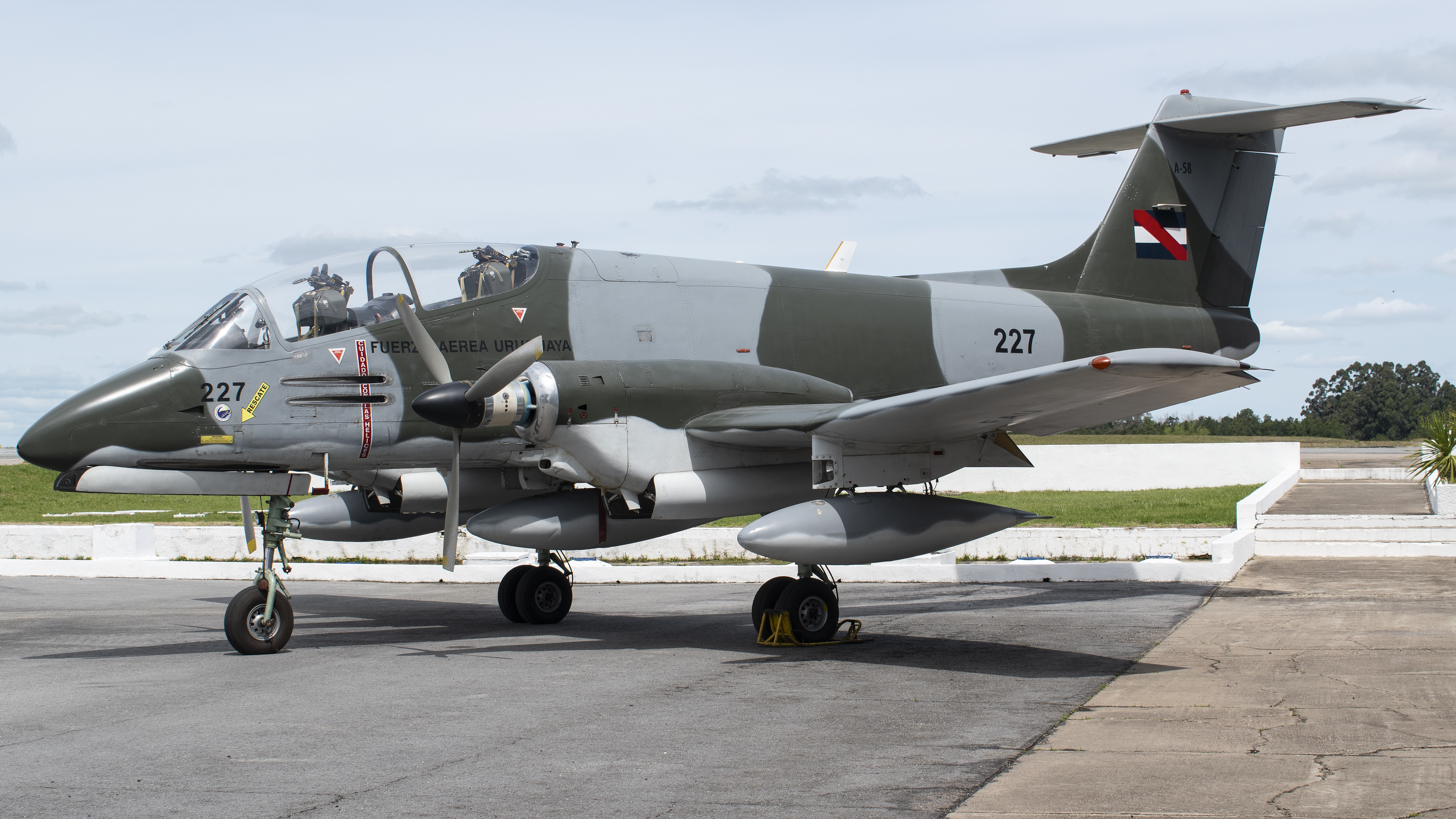
هواپیمای تهاجمی و ضد شورش آرژانتینی آی. ای ۵۸ پوکارا از ناوگان نیروی هوایی اروگوئه

هواگردهای ضدشورش (انگلیسی: Counter-insurgency aircraft یا COIN aircraft) نوعی تخصصی از هواگردهای تهاجمی سبک هستند که برای عملیات ضدشورش شناسایی مسلحانه، اسکورت هوایی نیروهای زمینی و پشتیبانی زمینی در برابر «درگیری‌های کم‌شدت» طراحی شده‌اند. معمولاً در برابر گروه‌های نامنظم شورشیان مسلح به تیربارهای سنگین و توپ‌های خودکار هواپیمایی و راکت‌های غیرقابل هدایت می‌باشند.

## تاریخچه

### دوران پسا استعمار
در اوایل دهه ۱۹۶۰ برای برنامه ریزان آمریکایی به اندازه کافی روشن بود که برای جنگ‌های چریکی در آسیا یا آفریقا به هواپیمای ضد شورش نیاز است.
در نتیجه ارتش ایالات متحده نسخه‌های مسلح وای. ای. تی ۳۷ دی دراگون فلای، ای-۴ دی-۱ اسکای هواک و فیات جی. ۹۱ را آزمایش کرد. نتیجه آزمایشها رصایت بخش بود، اما ارتش ابالات متحده از عملیات هواپیماهای بال ثابت در جنگ منع شد.
در اواخر جنگ ویتنام، مأموریت‌های ضد شورش توسط هواپیماها و هلیکوپترهای موجود انجام می‌شد که گاهی با عجله برای این نقش سازگار می‌شدند، از نمونه‌های قابل‌توجه می‌توان به نورث امریکن تی-۲۸ و داگلاس ای-۱ اسکایریدر اشاره داشت. در نهایت، تا جایی که بودجه ایالات متحده اجازه می‌داد، تولید هواپیماهای اختصاصی ضد شورش برای جنگ ویتنام آغازشد. سایر کشورها هواپیماهای آموزشی موجود را برای حمله سبک و ضد شورش تطبیق دادند، از جمله می‌توان به هواپیماهای زیر اشاره داشت.
- بی ای سی استرایک مستر- بریتانیا
- سسنا ای-۳۷ دراگون‌فلای- ایالات متحده آمریکا
- سسنا او-۱ برد داگ- ایالات متحده آمریکا
- سسنا او-۲ اسکای‌مستر- ایالات متحده آمریکا
- امبرائر ئی‌ام‌بی ۳۱۲ توکانو- برزیل
- امبرائر ئی‌ام‌بی ۳۱۴ سوپر توکانو- برزیل
- ای‌یو-۲۳ پیس میکر- ایالات متحده آمریکا
- اف‌دی-۲۵ دفندر- ایالات متحده آمریکا
- اف‌ام‌ای آی‌ای ۵۸ پوکارا- آرژانتین
- گرومن اووی-۱ موهاوک- ایالات متحده آمریکا
- ای‌یو-۲۴ استالیون- ایالات متحده آمریکا
- او وی-۱۰ برونکو- ایالات متحده آمریکا
- SIAI-Marchetti SF.260- ایتالیا
- جی-۲۰ کراگوج[۲]-- جمهوری فدرال سوسیالیستی یوگسلاوی
- هورکوش تی‌ای‌آی- ترکیه